# Зузана Лешенарова
Зузана Лешенарова (чеськ. Zuzana Lešenarová; нар. 1 серпня 1977) — колишня чеська тенісистка.
Найвищу одиночну позицію світового рейтингу — 290 місце досягла 18 червня 2001, парну — 268 місце — 25 лютого 2002 року.
Здобула 3 одиночні та 2 парні титули туру ITF.
Завершила кар'єру 2003 року.

## Фінали ITF

### Одиночний розряд: 8 (3–5)
| Легенда          |
| ---------------- |
| турніри $100,000 |
| турніри $80,000  |
| турніри $60,000  |
| турніри $25,000  |
| турніри $10,000  |

| Фінали за покриттям |
| ------------------- |
| Тверде (1–0)        |
| Ґрунт (2–5)         |
| Трава (0–0)         |
| Килим (0–0)         |

| Результат | W–L | Дата     | Турнір                      | Рівень | Покриття | Суперниця                  | Рахунок       |
| --------- | --- | -------- | --------------------------- | ------ | -------- | -------------------------- | ------------- |
| Перемога  | 1–0 | Жов 1993 | ITF Макарська, Хорватія     | 10,000 | Ґрунт    | Вероніка Шафаржова         | 7–5, 7–5      |
| Поразка   | 1–1 | Лип 1995 | ITF Торунь, Польща          | 10,000 | Ґрунт    | Яна Мацурова               | 2–6, 4–6      |
| Поразка   | 1–2 | Лип 1995 | ITF Гергюговард, Нідерланди | 10,000 | Ґрунт    | Патті ван Аккер            | 4–6, 2–6      |
| Поразка   | 1–3 | Бер 1996 | ITF Макарська, Хорватія     | 10,000 | Ґрунт    | Сільвія Талая              | 7–5, 4–6, 2–6 |
| Поразка   | 1–4 | Вер 1996 | ITF Варшава, Польща         | 10,000 | Ґрунт    | Анна Бєлень-Жарська        | 1–6, 3–6      |
| Перемога  | 2–4 | Жов 1996 | ITF Жуе-ле-Тур, Франція     | 10,000 | Тверде   | Аксель Тома                | 6–3, 4–6, 6–2 |
| Перемога  | 3–4 | Лис 1996 | ITF Майорка, Іспанія        | 10,000 | Ґрунт    | Роса Марія Андрес Родрігес | 6–4, 6–0      |
| Поразка   | 3–5 | Чер 1999 | ITF Велп, Нідерланди        | 10,000 | Ґрунт    | Естер Мольнар              | 6–7(3), 3–6   |

### Парний розряд: 7 (2–5)
| Результат | W–L | Дата     | Турнір                    | Рівень | Покриття   | Партнерка           | Суперниці                         | Рахунок       |
| --------- | --- | -------- | ------------------------- | ------ | ---------- | ------------------- | --------------------------------- | ------------- |
| Поразка   | 0–1 | Вер 1994 | ITF Пореч, Хорватія       | 10,000 | Ґрунт      | Кароліна Петршикова | Вероніка Стеле Сінтія Торторелла  | 3–6, 2–6      |
| Поразка   | 0–2 | Жов 1996 | ITF Жуе-ле-Тур, Франція   | 10,000 | Тверде     | Катаріна Марковскі  | Ельза Морель Едіт Нун             | 6–1, 3–6, 5–7 |
| Перемога  | 1–2 | Лис 1996 | ITF Майорка, Іспанія      | 10,000 | Ґрунт      | Луціє Штефлова      | Ева Бес Маріна Ескобар            | 3–6, 6–2, 6–3 |
| Поразка   | 1–3 | Лип 1997 | ITF Амерсфорт, Нідерланди | 10,000 | Ґрунт      | Анна Клім           | Ева Бес Деббі Гак                 | 3–4 ret.      |
| Перемога  | 2–3 | Чер 1998 | ITF Старі Сплави, Чехія   | 10,000 | Ґрунт      | Луціє Штефлова      | Мілена Неквапілова Гана Шромова   | 6–3, 5–7, 6–2 |
| NP        | Н/Д | Лип 2000 | ITF Амерсфорт, Нідерланди | 10,000 | Ґрунт      | Дьяна Гергі         | Марієль Гоґланд Анаушка ван Ексел | NP            |
| Поразка   | 2–4 | Кві 2001 | ITF Аллентаун, США        | 25,000 | Тверде (i) | Аманда Огастус      | Ліза Макші Ірина Селютіна         | 5–7, 3–6      |
| Поразка   | 2–5 | Кві 2001 | ITF Джексон, США          | 25,000 | Ґрунт      | Ніколе Мельх        | Аманда Огастус Ірина Селютіна     | 3–6, 3–6      |